# (2029) Binomi
(2029) Binomi ist ein Asteroid des Hauptgürtels, der am 11. September 1969 vom Schweizer Astronomen Paul Wild, vom Observatorium Zimmerwald der Universität Bern aus, entdeckt wurde.
Der Asteroid ist nach einem fiktiven Mathematiker namens Binomi benannt, dem die Entdeckung der binomischen Formeln zugeschrieben wird.